# Gouvernement Tambov
Het gouvernement Tambov  (Russisch: Тамбовская губерния; Tambovskaja goebernija) was een gouvernement (goebernija) van het keizerrijk Rusland. Het gouvernement bestond van 1796 tot 1926. Het gouvernement ontstond uit het gouvernement Kazan en het gebied van het gouvernement ging op in de oblast Tambov. Het gouvernement grensde aan de gouvernementen Vladimir, Nizjni Novgorod, Pensa, Saratov, Woronesch, Orjol, Toela en Rjazan. De hoofdstad was Tambov.

## Geschiedenis
Het gouvernement werd in 1779 opgericht als het onderkoninkrijk Tambov. In 1796 werd de naam gewijzigd in het gouvernement Tambov. Tijdens de Tambov-opstand in 1920 vormde een deel van het gebied van het gouvernement een eigen republiek, de republiek Tambov. Deze republiek werd door het Rode Leger ingenomen. In 1926 werd het noordelijke gedeelte in de gouvernementen Penza en Rjazan opgesplitst. Na administratieve hervormingen in 1928 werden de gouvernementen opgedeeld in drie okroegen Tambov, Kozlov en Borisloglebesk.

## Geografie
Het gouvernement lag tussen de rivier de Oka en de Don. Het gebied bestond uit brede valleien. Het gebied bestond ook uit 450 tot 800 meter hoge bergtoppen en diepe ravijnen uit het Krijt.  Er was ook kleiige grond uit de Jura met klei en loss dat over de lagen uit het Devoon en het Carboon. Het materiaal uit het Carboon lag in de diepe ravijen en de hierin liggende koolstof werd op een aantal plekken opgemerkt. IJzererts, kalksteen, klei en gips werden uit de bergen gehaald en er werden sporen van petroleum gevonden. Het bronwater uit Lipetsk bevatte mineralen. De rivier de Oka stroomde in het noordwesten door het gouvernement, maar was niet zo'n transportader als de Moksja en de Tsna. De Don stroomde ten noorden van het gouvernement, maar de zijrivieren de Chopor, de Vorona en de Voronez die wel door het gouvernement stroomden, waren alle drie bevaarbaar. In het noorden was irrigatie mogelijk. In het zuidwesten werd het gebied geteisterd door droge zuidwestenwinden, vooral in het gebied rond Borisoglyebsk. Het gouvernement heeft een landklimaat met hete zomers en koude winters. De rivieren zijn vier en een halve maand per jaar bevroren. De grond is zeer vruchtbaar in het noorden is het kleiachtig en zanderig, maar de rest van het gebied is bedekt met dikke zwarte aarde.